# Fundação Brasileira de Teatro
A Fundação Brasileira de Teatro é uma fundação brasileira privada de formação em Artes Cênicas e Artes Plásticas, com sede em Brasília, no Distrito Federal.

## História

Dulcina de Moraes, fundadora da Fundação

Foi fundada em 1955 no Rio de Janeiro pela atriz brasileira Dulcina de Moraes, oferecendo cursos de interpretação, direção, cenografia, crítica de arte e extensão cultural. Contou com professores do porte de Ziembinski, Adolfo Celi, Henriette Morineau, Dulcina de Moraes, Maria Clara Machado, Joracy Camargo, Cecília Meireles, Junito de Souza Brandão e Sérgio Viotti.
Em 1970 transferiu sua sede para Brasília e a partir de 1980, pelo Decreto nº 85.169 da Presidência da República, adquiriu um estatuto de escola de nível superior, formando a Faculdade de Artes Dulcina de Moraes, que oferece cursos de Artes Plásticas e Artes Cênicas e admite alunos através de vestibular.

## Atualidade
Hoje a Faculdade de Artes Dulcina de Moraes em Brasília é uma Fundação e oferece vários cursos superiores como Artes Cênicas, Artes Plásticas, Interpretação Teatral, além de pós-graduação. Tem conta com o Teatro Dulcina de Moraes com dezenas de lugares, ateliê, é muito grande em Brasília, constitui um conglomerado de vários cursos, situados em um prédio de 5 andares e cinco mil metros quadrados no Setor de Diversões Sul (Conic). É avaliada pelo Exame Nacional de Cursos com nota 3.
Existe ainda o Teatro Dulcina de Moraes (Teatro Dulcina) que fica no Rio de Janeiro.